# KB Ylli
KB Ylli, conosciuto anche come Golden Eagle Ylli per motivi di sponsorizzazione, è una squadra professionistica di pallacanestro con sede a Suva Reka in Kosovo. La squadra gioca nella Superliga del Kosovo. I suoi tifosi si chiamano Xhebrailat.

## Storia
KB Ylli è stato fondato nel 1975. Ylli significa "Stella" in italiano.

## Basketball Hall
La squadra gioca nel palazzetto dello sport "Palestra 13 Qershori", nel centro di Suva Reka, con una capacità di circa 1800 spettatori.

## Palmarès
- Campionato kosovaro: 2

2020-21, 2021-22
- Liga Unike: 1

2021
- Superkupën Mbarëkombëtare: 1

2021